# Griete
Griete is een buurtschap in de gemeente Terneuzen, in de Nederlandse provincie Zeeland. Het is gelegen ten noordoosten van Terneuzen aan de Westerschelde, in de regio Zeeuws-Vlaanderen.
De kern van de bewoning van de buurtschap ligt aan de binnenkant van de dijk langs de Westerschelde, in de Kleine Huissenspolder bij de grens met de Margarethapolder. Het heeft een jachthaven aan de Westerschelde, wat een getijdehaven is. Aan het einde van het havendammetje is een voormalige mijnen-uitkijkpost. Zowel in het verleden als lokaal spreekt men ook van De Griete.

## Geschiedenis
Rond 1740 werd het poldergebied van de gemeente Zaamslag in zijn geheel opnieuw ingedijkt. In 1742/43 werd de Margarethapolder als laatste ingedijkt, maar dertig jaar later moest er nieuwe inlaagdijk worden aangelegd om de polder droog te houden. Ook die inlaagdijk verdween deels in 1800. De polder was dus erg gevoelig voor extreme eb en vloed, in 1802 en 1808 overstroomde het gebied en liet aantal kreken achter in het poldergebied. Het gebied werd opnieuw goed bedijkt door de Fransen tijdens de Napoleontische tijd. Dit ook met het idee dat er een marinehaven zou worden aangelegd. Er werd ook een batterij voor geschut neergezet, zowel ter beschermen van de haven van Antwerpen als voor de geplande marinehaven. Maar die haven kwam er uiteindelijk niet.
Het idee van de haven verdween niet, en toen de haven van Poonhaven te vaak begon dicht te slippen zocht men een alternatief. De gemeente Zaamslag vond die op de grens van de Kleine Huissenspolder en de Margarethapolder. Deze haven werd in 1873 aangelegd, en werd een getijdenhaven, een haven die afhankelijk was van de getijde om aan te leggen of af te varen. In 1877 werd de Poonhaven ingedijkt in de Van Lyndenpolder.
Bij de haven ontwikkelde zich al snel een eigen gemeenschap van bewoning en zo ontstond er de buurtschap diezelfde naam kreeg als de haven. In 1888 werd de buurtschap vermeld in Middelburgsche Courant als de Griete, in 1899 was het terug te vinden als Griete (De). De naam Griete is een verkorting van de naam Margaretha, in dit geval gaat om ambachtsvrouwe Margaretha de Mauregnault die zich in had gezet voor de bedijking naar de haar vernoemde polder, waarbij de haven later werd aangelegd. Eind 1894 werd goedkeuring gegeven om de haven De Griete te vernieuwen met de aanleg van een nieuwe haven.
De haven was aangelegd als een landbouwhaven. Bij de haven was er een weegbrug, om de landbouwproducten te wegen. De voornaamste landbouwproducten waren suikerbieten, stro en aardappelen. In de haven konden twee binnenvaartschepen van het kleine type tegelijk aanleggen. In de loop van de twintigste eeuw liep het gebruik van de haven terug. In de jaren 50 begonnen Belgische en Nederlandse sportvissers de haven te gebruiken. In 1973 verenigde bootbezitters zich tot een eigen vereniging die haven in beheer namen, de W.S.W. De Griete. De haven was aan het dichtslibben door achterstallig baggerwerkzaamheden. De haven kreeg in 1983 een nieuwe steiger waardoor men beter kon aanmeren in de haven. In 1987 werd de haven officieel herkend als een jachthaven en twee jaar later kwam de haven in bezit van de vereniging zelf.

## Windmolenpark
Sinds 2007 bevindt zich in de omgeving van Griete het Windpark De Griete, een windmolenpark met twee windturbines.
Steden: Axel · Biervliet · Philippine · Sas van Gent · Terneuzen

Dorpen: Hoek · Koewacht · Overslag · Sluiskil · Spui · Westdorpe · Zaamslag · Zandstraat · Zuiddorpe

Buurtschappen: Den Abeele · Altena · Axelschestraat · Batterij · Berdelingebuurte (deels) · Boerengat · Bontekoe · Boschdorp · Boschdorp · Bouchauterhaven · Cootjesdorp · De Sluis · Driedijk · Driekwart · Drieschouwen · Driewegen · Eendragt · Het Fort · Fort Ferdinandus · Griete · Hasjesstraat · Haven (deels) · Hazelarenhoek · Het Zand · Hoek van de Dijk · Holleken (deels) · Hoogedijk · Isabellahaven · Kampersche Hoek · Kijkuit · Klein Gent · Knol · De Kraag · Kruispad · Kwakkel · Magrette · Mauritsfort · Molenhoek · De Muis · Nieuwemolen · Nieuwlandse Molen · Othene · Oude Molen · Oude Polder · Paradijs · Passluis · Poonhaven · Posthoorn (deels) · De Put · De Ratte · Reedijk · Reuzenhoek · Rijgerij · Roodesluis · Schaapdijk · Schapenbout · Sint Andries · Steenovens · De Sterre · Stoppeldijkveer (deels) · Stroodorpe · Vaartwijk · Vaatje · Val · Varempé · Waterhuis · Watervliet · Wouterij · Wulpenbek · Zaamslagveer · Zandplaat · Zwartenhoek

Streekje: Tweekwart

Historische plaatsen: Axelsche Sassing · Noordhoek · De Stuiver · Triniteit · Vingerling

Zeeland: Steden en dorpen in Zeeland      Nederland: Provincies · Gemeenten